# Aeroporto di Båtsfjord
L'aeroporto di Båtsfjord (in norvegese: Båtsfjord lufthavn) (IATA: BJF, ICAO: ENBS) è un aeroporto regionale norvegese situato a Båtsfjord, nella contea di Finnmark, regione del Nord-Norge. Appartiene ed è gestito dalla società Avinor.
La compagnia aerea Widerøe serve l'aeroporto di Båtsfjord principalmente con due voli giornalieri per Vadsø e Kirkenes, insieme ad altri due per Hammerfest e Tromsø. Inoltre è previsto un volo giornaliero per Berlevåg, Mehamn e Honningsvåg. Da Kirkenes e Tromsø la Scandinavian Airlines assicura le coincidenze per Oslo e altre destinazioni.
L'aeroporto di Båtsfjord è il più nuovo aeroporto norvegese, ultimato nel 1999 con il terminal e una pista d'atterraggio di 1 000 metri. In precedenza, la città disponeva di un aeroporto (costruito nel 1973) con pista di ghiaia nell'omonima valle di Båtsfjord. Fino all'apertura del nuovo aeroporto furono impiegati i bimotori DHC-6 Twin Otter; in seguito la Widerøe ha potuto operare su Båtsfjord con i Dash-8.